# 新加坡邮政储蓄银行
郵政儲蓄銀行（通常简称POSB）是新加坡历史最悠久的银行之一，成立于英国殖民时期的1877年1月1日，其英文全称为Post Office Savings Bank。POSB于1998年11月16日被星展银行收购后作为其的子公司独立运营至今。
在被收购以前，POSB一直为新加坡民众提供廉价的银行服务。在收购之后，星展银行延续了POSB廉价的基本储蓄账户传统，并免除儿童、21岁下学生以及士兵的银行服务费用。

## 历史沿革

### 英国殖民时期

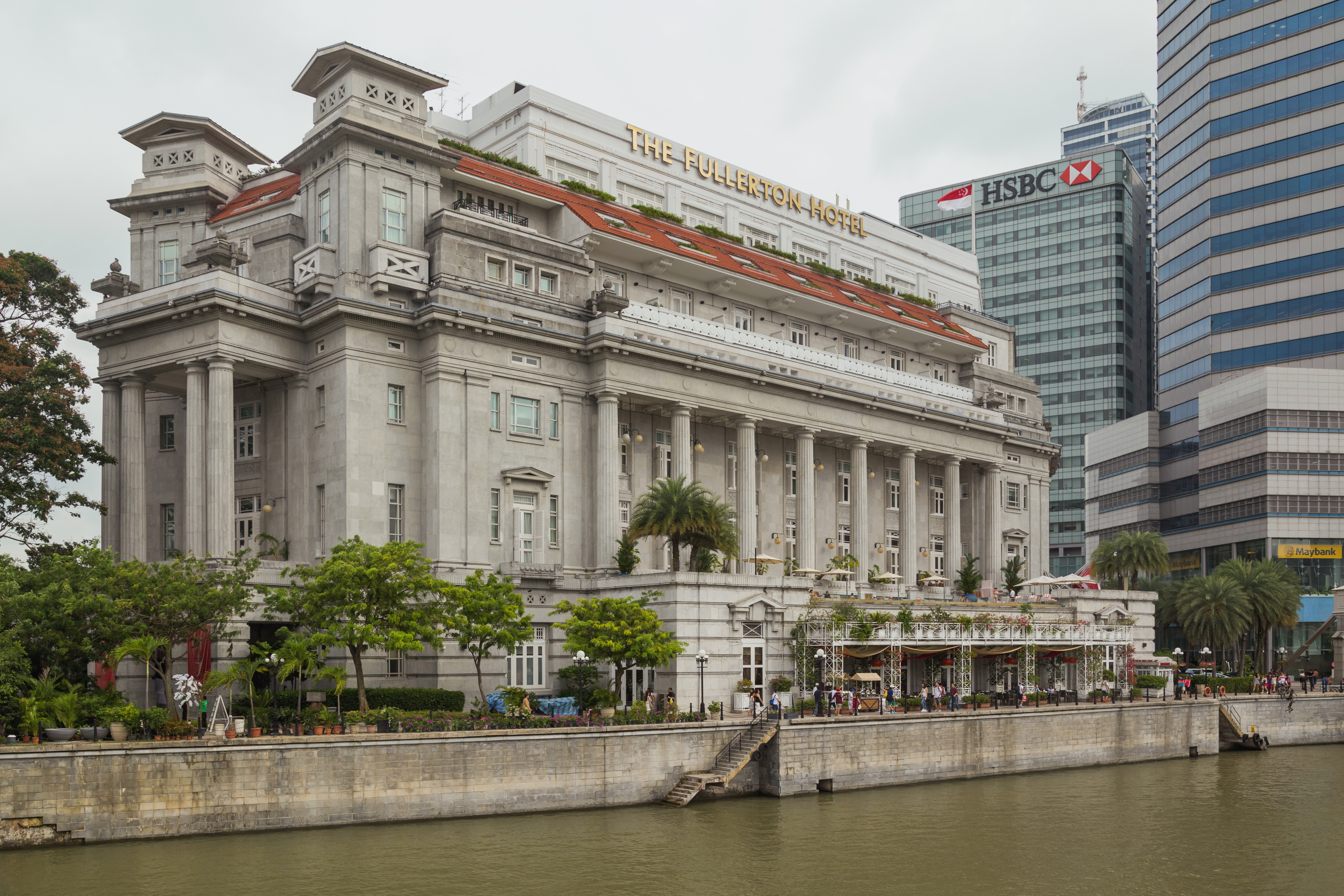
前郵政總局大樓，現在由富麗敦酒店佔據。

成立初期，POSB是作为英国海峡殖民地邮政服务的一部分为新加坡的低收入居民提供银行服务。POSB最早的办公地点位于莱佛士坊的邮政总局大厦，由邮政局长管理，银行政策由海峡殖民地总督委任的一组公共受托人监督。从1877年到1940年间，银行稳步发展，开户数量从211增长到57000，储蓄总额也从19862增长到1430万（叻币）。
第二次世界大战之后，随着海峡殖民地瓦解成包括新加坡殖民地与马来联邦的几个部分，1948年儲蓄銀行條例生效。在1949年，POSB 與馬來亞的其他郵局儲蓄銀行分離，銀行的資產和負債在新加坡和馬來亞聯邦之間分配。1949年至1955年分拆後，銀行的存款總額從2740萬馬幣增加到5760萬馬幣，1951年，銀行有了第10萬名存款人。

### 成为新加坡政府法定机构

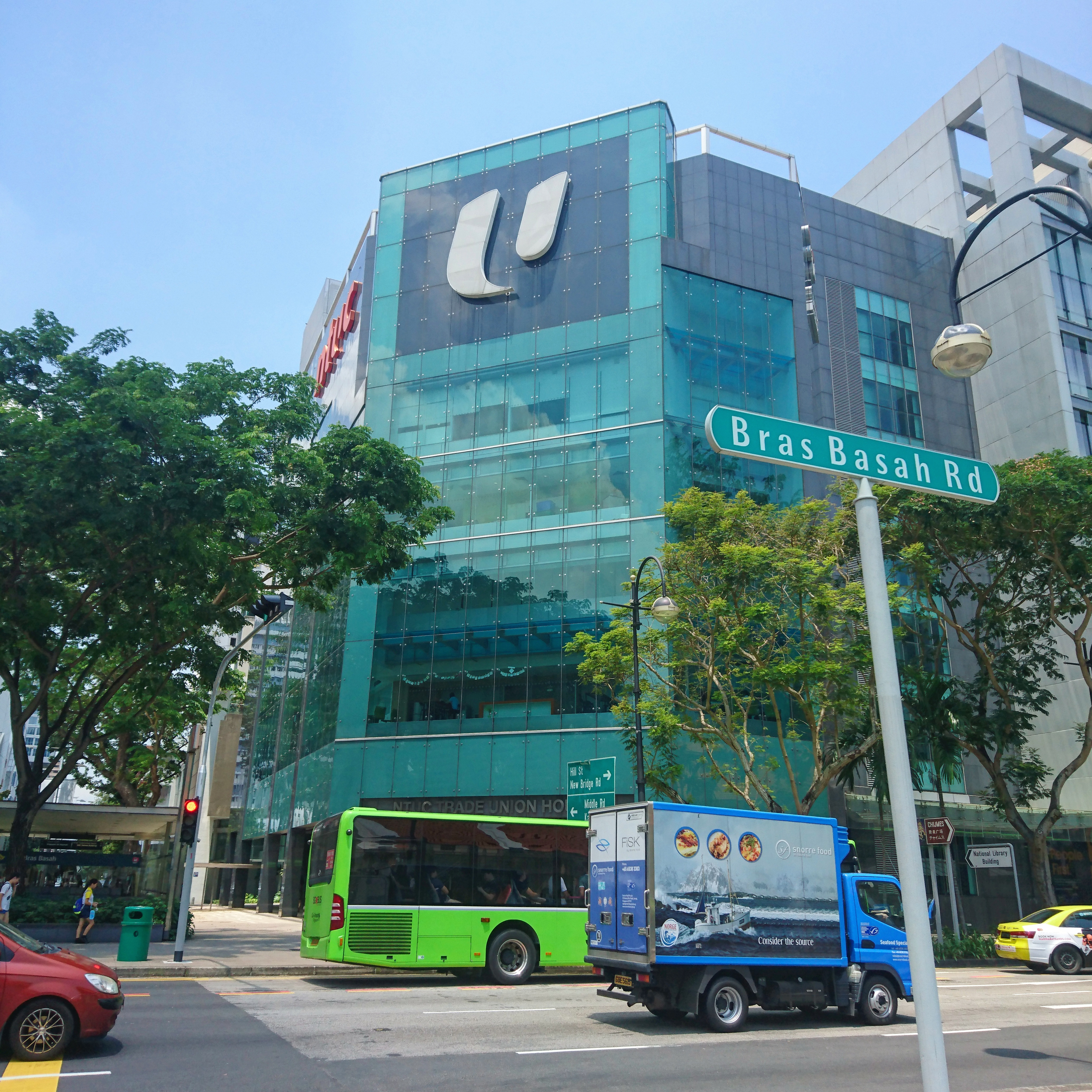
前POSB中心，1980年代POSB的總部。

POSB在 1955 年達到頂峰，從1957年到1966年緩慢下滑，總存款低於5,000萬馬幣大關至3,740萬馬幣。新加坡於 1965 年獨立後，該國經歷了快速的工業化計劃。 為了發展這個新生城市國家的基礎設施，當時的財政部長吳慶瑞成立了一個儲蓄銀行委員會（後來重組為銀行內的一個永久性諮詢委員會），通過 POSB 促進國內儲蓄，為政府提供 國家發展的非通貨膨脹資金來源。 根據儲蓄銀行委員會的建議，賬戶提款限額從每 7 天一次的 200 新元提高到每三天 500 新元，延長銀行營業時間，免除 POSB 儲蓄賬戶的利息所得稅，並接受非羅馬化 操作賬戶的簽名。所有政府和政府資助的學校也組織了儲蓄比賽，以 POSB 抽獎為激勵，鼓勵學生在銀行開立賬戶。 從1966年到1969年，新開戶的數量從 10,596 個增加到 174,506 個。在1969年的存款總額為5770萬新元。
1971年，POSB成为新加坡政府法定机构之一，从属于通讯新闻及艺术部的管辖。1974年, POSB被归入新加坡财政部，同年并建立了POSB信贷私人有限公司（Credit POSB Pte Ltd）专门为新加坡民众提供购买政府组屋的住房贷款服务。到1976年，POSB擁有100萬存款人，而存款超過了10億新元。1980年推出通行卡（Passcard）。1983 年，其總部遷至位於勿拉士峇沙路的新8層綜合大樓，即POSBank 中心。POSB在1984年引入了經常賬戶工具，到1986年，存款突破了100億新元。

### 被星展银行收购
1990年3月邮政储蓄银行被重命名为POSBank。1998年11月16日被星展银行以16亿新元的价格收购POSBank，而同时POSBank的政府法定机构的头衔也被取消。POSB一直以来在新加坡拥有数量最多的服务网点以及自动取款机。而两家银行的整合使用户可以自由的通过任意一家银行的服务终端上进行另外一家银行的服务。